# 硝酸铒
硝酸铒是一种无机化合物，化学式为Er(NO3)3。

## 制备
硝酸铒可以将氧化铒、氢氧化铒或碳酸铒溶于硝酸得到：
Er2O3 + 6 HNO3 → 2 Er(NO3)3 + 3 H2O
Er(OH)3 + 3 HNO3 → Er(NO3)3 + 3 H2O
所得溶液经过小心蒸发可以得到水合硝酸铒，其中六水合物最常见。

## 化学性质
水合硝酸铒受热分解，产生ErONO3，继续加热得到氧化铒。